# Wat Bowonniwet Vihara
La Wat Pavaranivesh Vihara Ratchawarawihan (en thaï : วัดบวรนิเวศวิหารราชวรวิหาร) est un temple et monastère bouddhiste majeur (wat) dans le district de Phra Nakhon, à Bangkok, en Thaïlande. C'est le lieu de résidence de Nyanasamvara Suvaddhana, ancien Patriarche suprême de Thaïlande, et la sépulture de deux anciens rois de la dynastie Chakri, Rama VI et Rama IX.
Le temple est le siège de l'ordre Dammayuttika Nikaya du bouddhisme thai theravada. C'est le sanctuaire de Phra Phuttha Chinnasi (en thaï พระพุทธ ชิน สีห์), une statue du Bouddha qui date d'environ 1357. Bowonniwet est un temple majeur pour la dynastie Chakri au pouvoir. C'est là que de nombreux princes et rois ont étudié et servi leur monarchie, y compris le roi Rama IX Bhumibol  et son fils, l'actuel roi Vajiralongkorn Rama X.

## Architecture
Le stupa doré du sanctuaire referme les reliques et les cendres de la famille royale thaïlandaise. Les deux viharas sont fermés au public. Le bot en forme de T contient un magnifique Bouddha de l'époque Sukhothaï, coulé en 1257 pour célébrer la libération des Khmers.
Les peintures murales sur les murs intérieurs du bot étaient traditionnellement légers et limités dans leur matière et le style. Ils ont été peints pour apparaître en perspective. L'artiste moine Khrua In Khong a introduit le style occidental dans les peintures murales bouddhistes.

## Patronage royal et histoire
En 1836, le prince Rama IV Bhikkhu Mongkut (nom d'ordination : Vajirañāṇo ) intègre le temple et devint son premier abbé, fondant l'ordre Dhammayuttika Nikaya. Il reste au temple pendant 27 ans avant d'accéder au trône du Siam en tant que roi Rama IV.
Son arrière-petit-fils, le roi Bhumibol Adulyadej (Rama IX, nom d'ordination : Bhumibalo), est ordonné moine à Wat Phra Kaew et réside à Bowonniwet pendant 15 jours en 1956. Son mentor, Somdet Phra Yanasangworn, devint ensuite abbé du temple, et plus tard le patriarche suprême de Thaïlande . En 1978, le fils du roi Bhumibol, le roi Vajiralongkorn (Rama X, nom d'ordination : Vajirālankaraṇo ), est également ordonné dans le temple et y passe 15 jours. Plusieurs de ses fils de sa deuxième épouse, Yuvadhida Polpraserth, font de même plus tard.
En octobre 1976, le dictateur exilé et ancien Premier ministre de Thaïlande, le maréchal Thanom Kittikachorn, retourne en Thaïlande en tant que moine novice pour entrer à Bowonniwet. Cela déclenche de grandes manifestations publiques et une répression sanglante qui est devenue connue sous le nom de massacre de l'université Thammasat ou « événement du 6 octobre » .

## Illustration

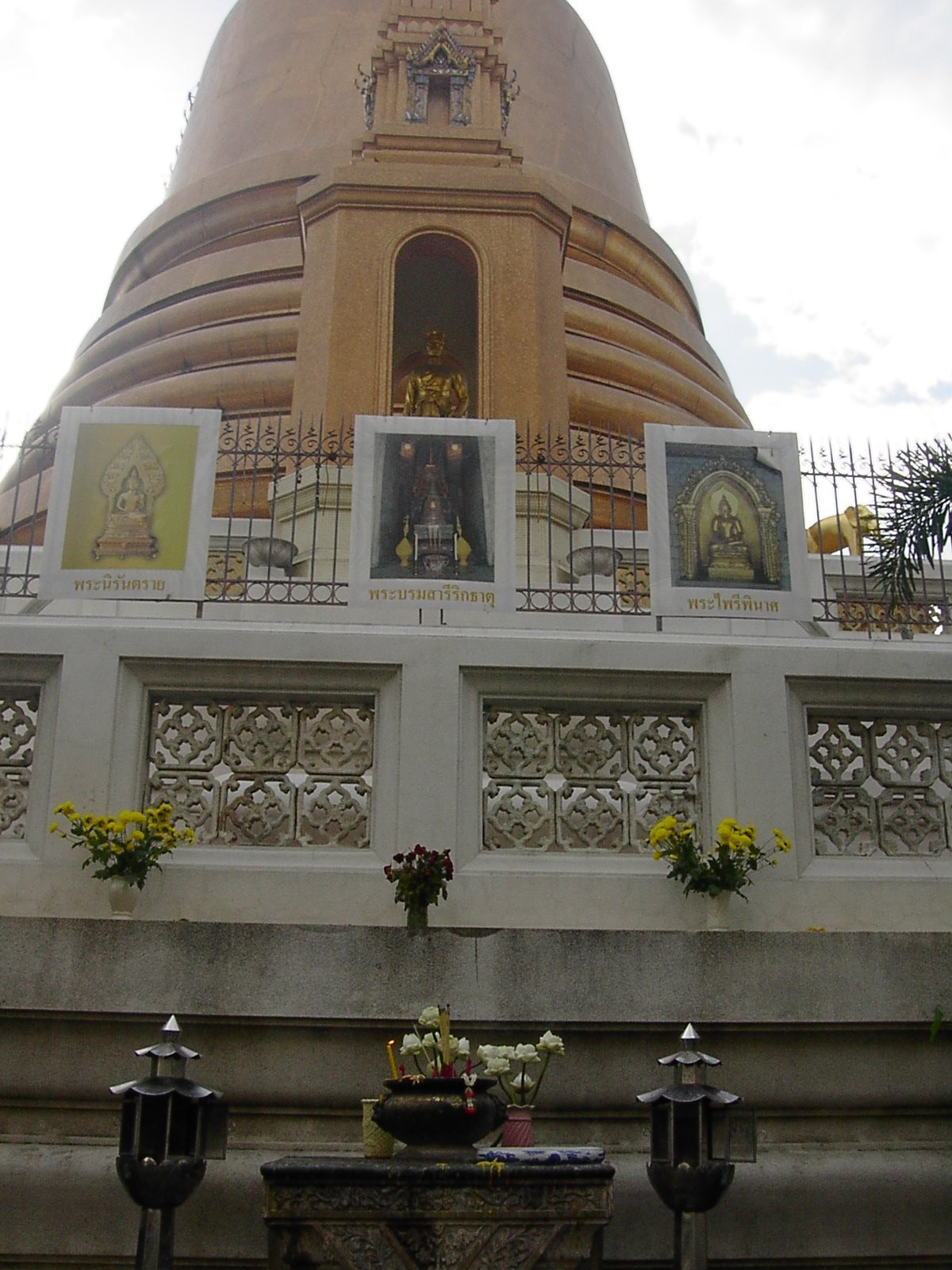
Statue du roi Rama IV dans une niche au Wat Bowonniwet
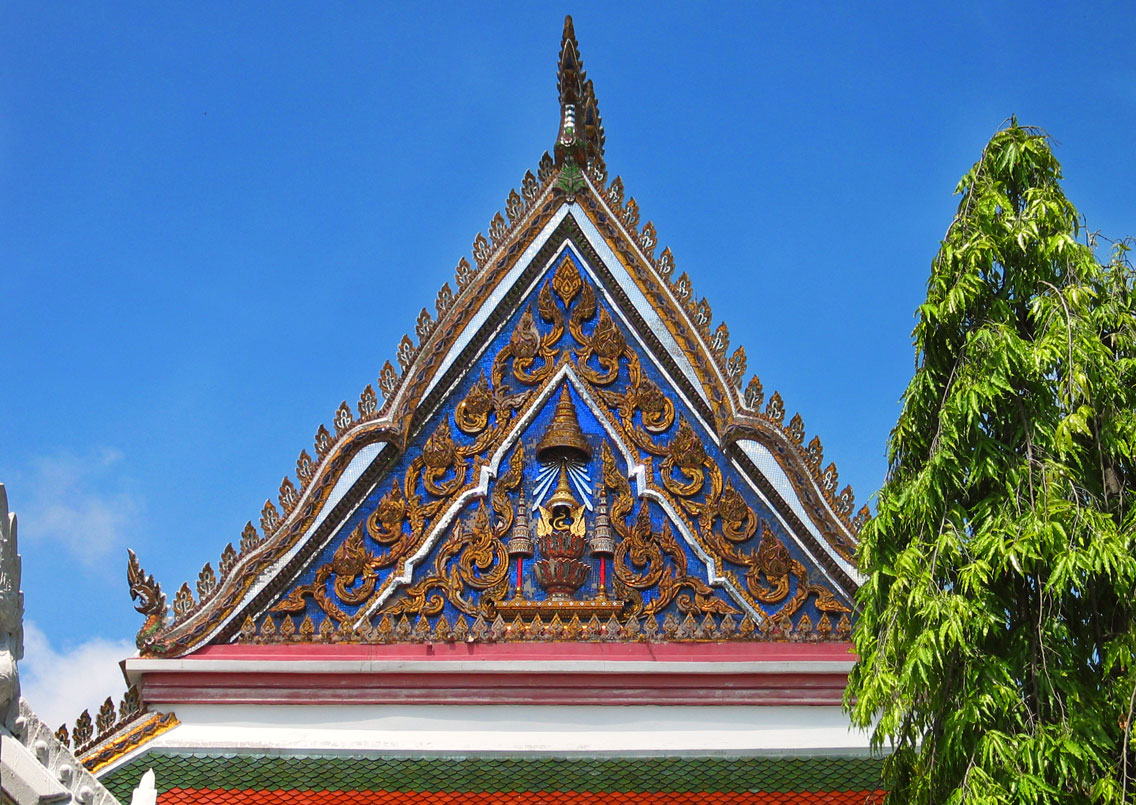
Emblème royal de Rama IV sur le pignon de l'ubosoth
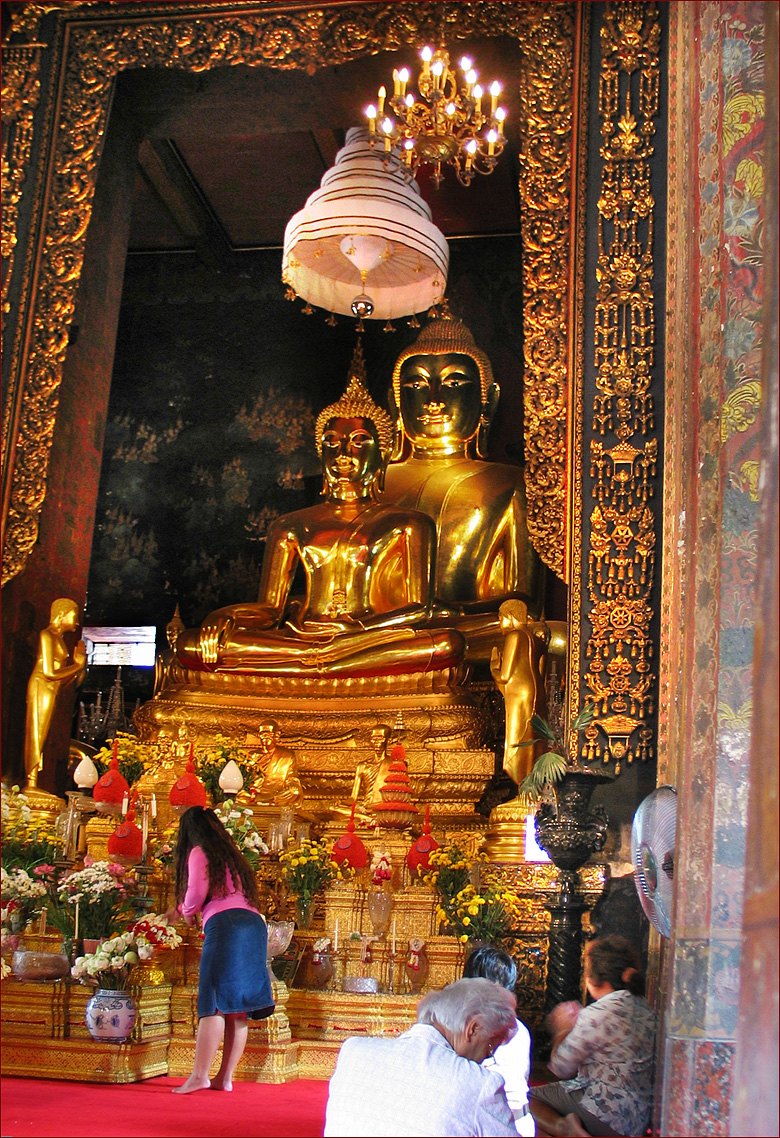
La statue de Phra Phuttha Chinnasi dans la salle principale du sanctuaire. Les cendres du roi Rama IX sont conservées sous la base d'une statue de Bouddha
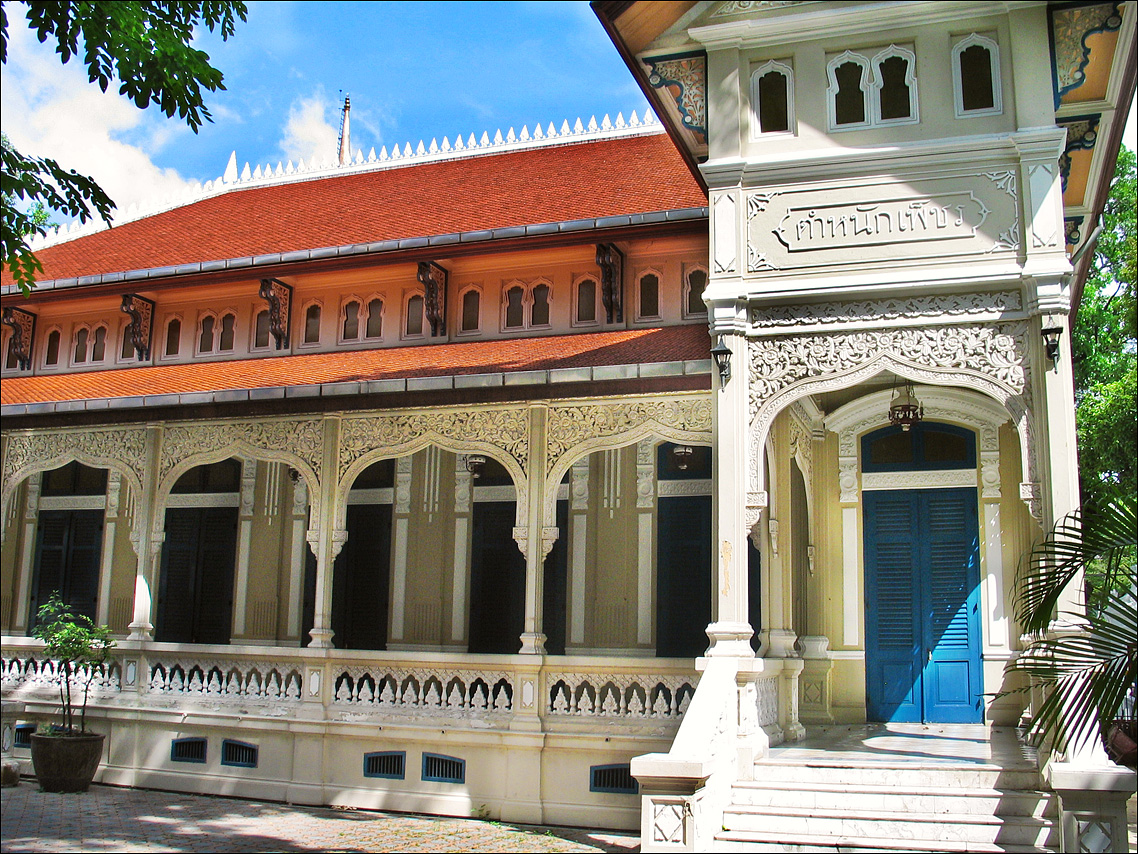
Phra Tamnak Phet (résidence diamant royal)
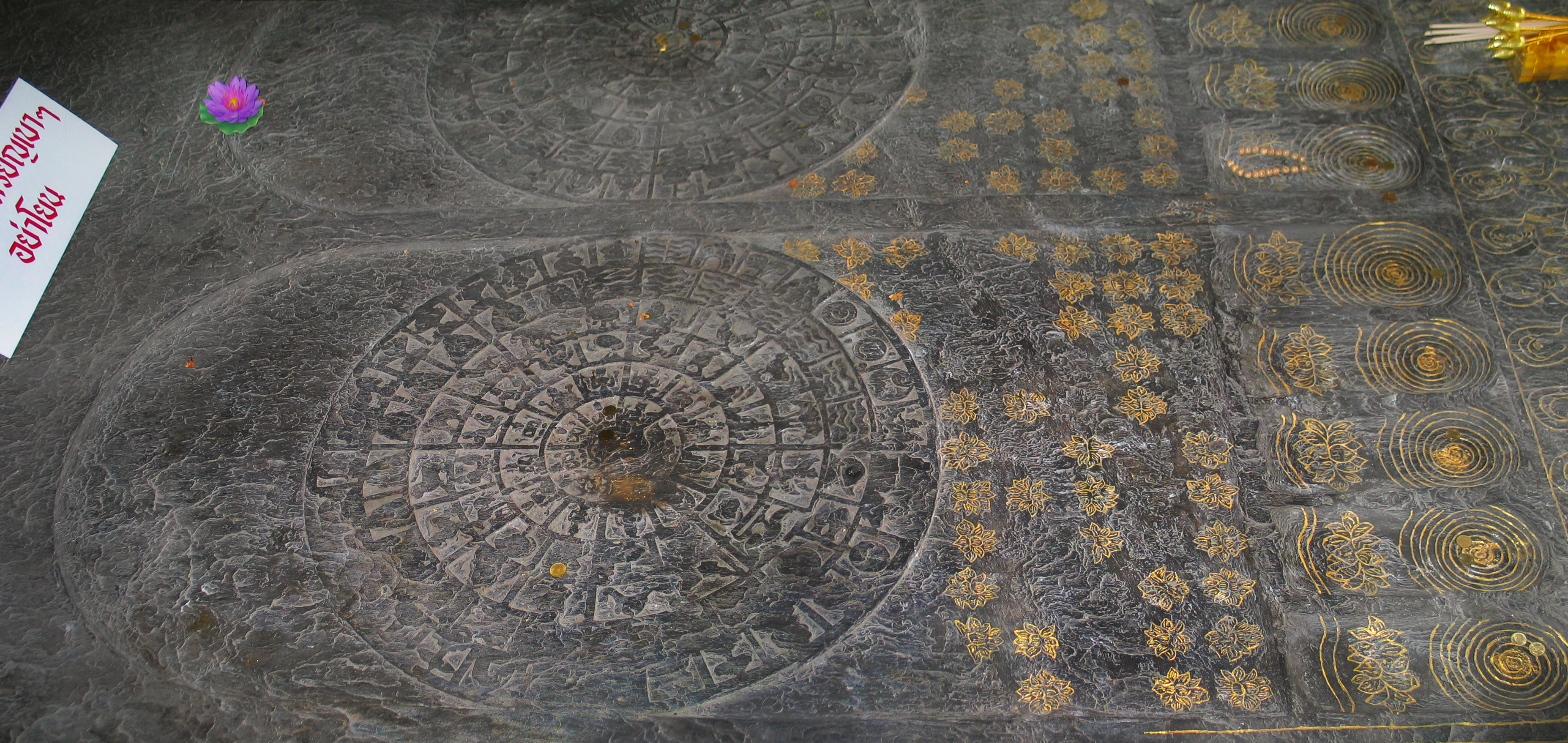
L'empreinte de Bouddha à Wat Bowonniwet, Bangkok